# Vladimir Dašić
Vladimir Dašić (kyrillisch: Владимир Дашић, * 13. Mai 1988 in Titograd, Jugoslawien) ist ein montenegrinischer Basketballspieler. Er spielt sowohl auf der Position des Power Forwards als auch auf der des Small Forwards.

## Laufbahn
Vladimir Dašić begann seine Laufbahn in der Jugend von Budućnost Podgorica. Mit 16 Jahren feierte er sein Debüt in der ersten Mannschaft. Mit Budućnost gewann er dreimal den montenegrinischen Pokal (2007, 2008, 2009) und die Meisterschaft (2006/07, 2007/08, 2008/09). Im Sommer 2009 wechselte Dašić zum spanischen Klub Real Madrid. Im Februar 2010 wurde er bis Saisonende an Gran Canaria 2014 ausgeliehen, um Spielpraxis zu sammeln, nach nur fünf Spielen jedoch aus disziplinären Gründen wieder entlassen. Auch sein Vertrag bei Real Madrid wurde im Sommer 2010 nicht verlängert.
Im Oktober 2010 wurde er von Virtus Roma unter Vertrag genommen. Im Dezember 2011 wurde aus disziplinarischen Gründen der Vertrag aufgelöst. Kurz darauf unterschrieb Dašić beim slowenischen Verein KK Union Olimpija.

### Nationalmannschaft
Vladimir Dašić gewann mit Serbien und Montenegro die U18-Europameisterschaft 2005. Derzeit spielt er für die Montenegrinische Nationalmannschaft.

## Erfolge
Verein
- Montenegrinische Meisterschaft (3): 2006/07, 2007/08, 2008/09
- Montenegrinischer Pokalsieger (3): 2007, 2008, 2009

Nationalmannschaft
- U18 Europameister: 2005 (mit Serbien und Montenegro)